# Signal de l'Iseran
Pour les articles homonymes, voir Iseran.
Le signal de l'Iseran est un sommet de France situé en Savoie, au-dessus du col de l'Iseran et de la station de sports d'hiver de Val-d'Isère.

## Géographie
Le signal de l'Iseran est situé dans le Sud-Est de la France et du département de la Savoie, à la limite entre les vallées de la Maurienne au sud et de la Tarentaise au nord, sur les territoires communaux de Bonneval-sur-Arc et de Val-d'Isère. Il est situé immédiatement au nord-est du col de l'Iseran à 2 764 mètres d'altitude qu'il surplombe de ses 3 237 mètres. Une partie du domaine skiable de la station de sports d'hiver de Val-d'Isère est situé à ses pieds, dans le vallon de l'Iseran à l'ouest et sur le glacier du Grand Pisaillas au sud-est, lieu de ski d'été.

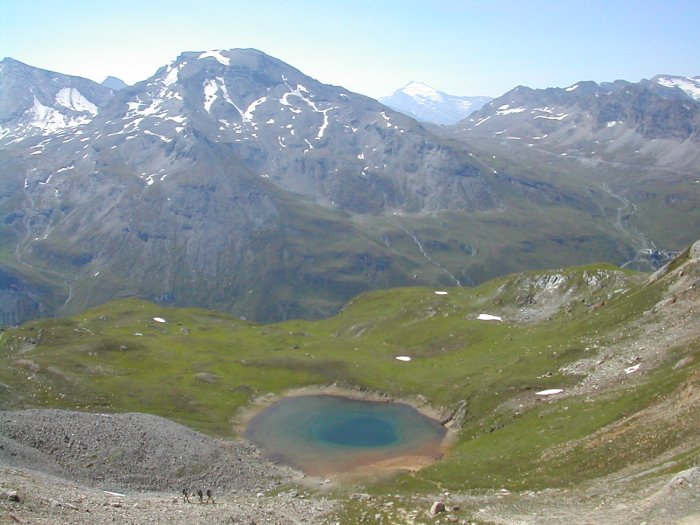
Le lac de la Bailletaz et le signal de l'Iseran depuis le col de la Bailletaz au nord.